# أنتوني أرمسترونغ
أنتوني أرمسترونغ (بالإنجليزية: Anthony Armstrong )‏ (و. 1897 – 1972 م) هو روائي، وكاتب مسرحي، من كندا، ولد في إيسكويمالت، كولومبيا البريطانية، توفي عن عمر يناهز 75 عاماً.

## وصلات خارجية
- أنتوني أرمسترونغ على موقع IMDb (الإنجليزية)
- أنتوني أرمسترونغ على موقع قاعدة بيانات برودواي على الإنترنت (الإنجليزية)
- أنتوني أرمسترونغ على موقع قاعدة بيانات الفيلم (الإنجليزية)